# Butt-head
Butt-head (in inglese "testa di culo"), è il co-protagonista, insieme a Beavis, del cartone animato americano Beavis and Butt-head.
La voce originale del personaggio è del creatore della serie stessa, Mike Judge, così come quella di Beavis, Tom Anderson, David Van Driessen, Bradeley Buzzcut, e del preside McVicker.
Nella versione italiana fu doppiato invece dal comico Paolo Rossi nelle prime tre stagioni e poi dal cantante Elio degli Elio e le Storie Tese nella quarta stagione e nella settima. Nella quinta e nella sesta fu doppiato in alternanza dai due, con una presenza maggiore di Elio nella quinta e una maggiore di Paolo Rossi nella sesta. Nel primo film è stato doppiato dall'attore Neri Marcorè, mentre nel secondo film da Luca Ravenna; nell'ottava stagione (revival 2011) è stato doppiato da Francesco Mandelli, mentre per la nona (reboot 2022) da Luca Ghignone. Infine nella seconda stagione del reboot (decima), il personaggio viene doppiato da J-Ax.
Il creatore della serie Mike Judge s'ispirò al nome di Butt-head durante l'Università, quando conobbe una coppia di ragazzini che avevano come soprannomi "Iron Butt" (culo di ferro) e "Butt-head".

## Caratteristiche
Ha i capelli castani sempre gonfi, le narici nasali molto lunghe, porta l'apparecchio per i denti, il labbro superiore è poco sviluppato, quasi inesistente, e indossa una maglietta degli AC/DC.
È famoso per la sua risata che fa costantemente, qualunque sia la situazione in cui si trova. Fra i due è la personalità dominante, essendo leggermente meno stupido rispetto all'amico Beavis, e ha un carattere molto più ozioso e tranquillo. Infatti Butt-head sembra essere il più pigro fra i due.
Anche lui, come l'amico, frequenta l'Highland High School, lavora al Burger World e passano le intere giornate davanti alla TV per commentare i video musicali più fighi.
È appassionato di Heavy metal e di Hard rock.
I suoi genitori, in particolare suo padre, non si sono mai visti se non in alcune scene del film Beavis & Butt-Head alla conquista dell'America.
Nell'episodio Col bambino siamo in tre confessa di essere diabetico, ma probabilmente non lo ha pronunciato con la consapevolezza del significato del termine, visto che in Al cinema lo si vede far esplodere il bagno degli uomini di un bar con un candelotto di dinamite assieme a Beavis e conseguentemente mangiando tutti i dolci fuoriusciti.

## Rapporto con Beavis
Il rapporto che c'è tra Beavis e Butt-head è sadico e violento. Butt-head non dimostra molta fedeltà o attaccamento nei confronti dell'amico, in quanto spesso lo chiama con appellativi poco lusinghieri circa la sua stupidità e spesso sfrutta la sua ingenuità per usarlo come cavia in giochi pericolosi o per evitare di esporsi a dei rischi troppo elevati, tanto che in alcune occasioni ha persino rischiato di ucciderlo. I due finiscono spesso per picchiarsi, e Butt-head è spesso mostrato prendere l'amico a schiaffi o a calci nei testicoli. In alcuni episodi, Butt-head sembra non preoccuparsi minimamente del compagno, come quando questi viene picchiato duramente (negli episodi Adolescenti, Tired, e nel film), abbandonato (Il distributore) o deportato in Messico (Vaya Con Cornholio). La sensazione sembra essere reciproca, come si vede ad esempio nell'episodio Acqua sicura dove Beavis rimane indifferente alle esperienze pre-morte di Butt-head mentre sta per affogare in una piscina, oppure in Soffoco in cui Butt-head comincia a soffocare da una pepita di pollo, e Beavis si prende il suo tempo tentando di aiutarlo come se non fosse nulla di grave.
Tuttavia, i due vengono mostrati come migliori amici, considerando le loro attività, la residenza, e gli interessi che condividono.
Nell'episodio di Natale a lui dedicato, viene fatta una sorta di parodia del film La vita è meravigliosa di Frank Capra: non essendo mai nato, Beavis non solo non lo ha mai conosciuto ma diventa il migliore amico di Stuart, dedicandosi anche ad attività di volontariato.

## Rapporti con altri personaggi
Stima molto Todd, un bullo della strada, tanto che aspira ad entrare nella sua banda.
Dice che non gli piace Daria Morgendorffer, tanto da chiamarla Diarrea, anche se la rispetta per la sua intelligenza.
David Van Driessen è l'unico insegnante della scuola con cui si relaziona, tanto che in ogni puntata cerca d'incoraggiarlo, senza poi riuscirci.
Al contrario, Buzzcut, l'insegnante di ginnastica, non perde mai occasione d'imbarazzare i due, visto il loro livello di stupidità e il preside McVicker non sa minimamente come comportarsi con loro, visto che ogni tentativo di disciplinarli fallisce miseramente. In un episodio, però, durante una riunione genitori-insegnanti alla quale partecipano anche Beavis e Butt-Head, quest'ultimo rivela ai genitori il comportamento di Buzzcut e in particolar modo l'accanirsi di quest'ultimo sui due, gesto che comporterà al professore una nota di richiamo.
Nell'episodio di Natale, gli altri personaggi subiscono un cambiamento radicale dato che Butt-Head non è mai nato: il preside McVicker è rappresentato come un uomo più tranquillo e sicuro di sé, mentre Daria si è fatta pure un fidanzato avendo un'ottima opinione dei maschi.

## Altre apparizioni
- Butt-Head fa una comparsata nel primo episodio della serie The Head - La testa, in cui consegna una videocassetta agli agenti federali Marshall e Smithee che per ringraziamento lo cacciano via a calci nel sedere.
- Beavis e Butt-Head appaiono anche nello show Celebrity Deathmatch, in un match dove lottano fra di loro.